# إيه سي ميلان موسم 2005–06
في موسم 2005–06، كان لدى رابطة ميلان لكرة القدم موسم متواضع إلى حد ما مقارنة بمواسمها السابقة، قبل أن تهتز بسبب تورط بسيط في فضيحة كرة القدم الإيطالية عام 2006، حيث هبط منافسه يوفنتوس وتم تجريده من لقبين في الدوري. بسبب مشاركة ميلان، لم يرث أيًا من اللقبين، بل عوقب وهبط إلى أسفل ترتيب عام 2006، في البداية خارج كرة القدم الأوروبية ولكن أعيد لاحقًا إلى المركز الرابع، مما يعني التأهل لدوري أبطال أوروبا، وهي البطولة التي فاز بها ميلان بعد ذلك. ومع ذلك، بدأ ميلان موسم 2006–07 في الدوري الإيطالي بخصم ثماني نقاط، مما أدى إلى تعقيد آماله في الفوز بلقب الدوري الجديد.
وعلى أرض الملعب، لم يتمكن ميلان من منافسة يوفنتوس على لقب الدوري الافتراضي، ثم الخروج أمام برشلونة في دوري أبطال أوروبا.
بعد الموسم، باع النادي أندري شيفتشينكو مقابل 40  مليون يورو، وهو أعلى مبلغ يُدفع للاعب يبلغ الثلاثين من عمره في نفس العام، لنادي تشيلسي الإنجليزي.